# 戈尼翁茲

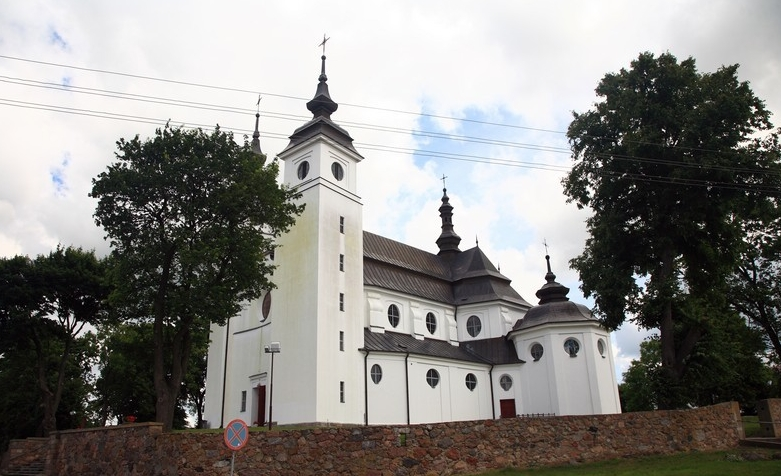

戈尼翁茲是波蘭的城鎮，位於該國東北部，由波德拉謝省負責管轄，始建於十四世紀，面積4.28平方公里，主要經濟活動是農業和旅遊業，2006年人口1,910。

## 外部連結
- http://www.jewishgen.org/Yizkor/goniadz/goniadz.html （页面存档备份，存于）

53°29′N 22°44′E / 53.483°N 22.733°E